# Guiri
Ne doit pas être confondu avec Guiri-Guiri.
Guiri (ou Giri) est un village dogon situé au sud du Mali, dans le cercle de Koro et la région de Mopti, à proximité de la frontière avec le Burkina Faso

## Personnalités liées au village
- Aliou Aya (1956-), homme politique malien né à Guiri.